# Atmetochilus fossor
Atmetochilus fossor är en spindelart som beskrevs av Simon 1887. Atmetochilus fossor ingår i släktet Atmetochilus och familjen Nemesiidae.
Artens utbredningsområde är Myanmar. Inga underarter finns listade.